# Krokava
Krokava (maďarsky Kopárhegy) je obec na Slovensku v okrese Rimavská Sobota v Banskobystrickém kraji. V roce 2019 zde žilo 26 obyvatel.

## Geografie
Obec se nachází ve Stolických vrších a je zde lyžarské středisko. Centrum vsi je vzdáleno přibližně 27 kilometrů severně od Rimavské Soboty a leží v nadmořské výšce 750 m n. m. V katastru obce se nachází hora Tŕstie s 1121 m n. m. a stejnojmenná přírodní rezervace. V katastru obce Krokava pramení řeka Blh, která se u Rimavské Seče zleva vlévá do Rimavy.

## Obyvatelstvo
Podle sčítání lidu v roce 2011 v obci Krokava žilo 31 obyvatel, z toho se 30 hlásilo ke slovenské a jeden k maďarské národnosti. K evangelické církvi se přihlásilo 21 obyvatel a k římskokatolické církvi sedm. Tři obyvatelé byli bez vyznání.

## Pamětihodnosti
V Krokavě se nachází dřevěná zvonička, tato stavba lidové architektury na Slovensku se čtvercovým půdorysem pochází z 90. let 18. století.